# 埃莉夫·贝拉·格克尔
埃莉夫·贝拉·格克尔（土耳其語：Elif Berra Gökkır；2007年1月11日—），土耳其女子射箭運動員。她代表國家參加2024年夏季奧林匹克運動會射箭比賽。

## 運動生涯
格克尔在德國埃森舉行的2024年歐洲大陸資格賽中獲得銅牌。她因此獲得代表國家參加2024年法國巴黎奧運會的資格。
她與隊友在克羅埃西亞波雷奇舉行的2024年歐洲大獎賽第一站贏得銅牌。

## 外部連結
- Elif Gokkir在國際射箭總會
- Elif Berra Gokkir在Olympics.com的个人资料和比赛数据
- Elif Berra Gokkir （页面存档备份，存于） at Olympics.com Paris 2024